# 32 Eridani
32 Eridani är en dubbelstjärna med konstant magnitud som tidigare misstänktes vara variabel (CST) i stjärnbilden Eridanus. 
Stjärnan har visuell magnitud +4,46 och är synlig för blotta ögat vid normal seeing. Den befinner sig på ett avstånd av ungefär 315 ljusår.